# Thai Rath
Siam Rath (thailandsk: สยามรัฐ, kan oversættes som "Siamesisk stat") er en thailands avis, grundlagt i 1950 og fra 29. august 2025 udgivet alene som digitalt online nyhedsmedie. Udgaven Siam Rath Weekly udkommer også kun som digital udgave fra den 1. september 2025. Avisens grundlæggende princip er, at "levere kvalitetsjournalistik med flid og socialt ansvar".

## Historie
Siam Rath blev grundlagt den 25. juni 1950 af tidligere premierminister (1975-1976), generalmajor Kukrit Pramoj, og Sala Likikul. En af dens mest kendte klummer var Soi Suanplu, skrevet af Kukrit selv. Soi Suanplu var navnet på den sidegade – på thailandsk "soi" – hvor Kukrits bolig lå. Siam Rath har været kendt for sin kritiske holdning til Thailands militær og forskellige regeringer.
Gennem sin historie har Siam Rath været betragtet som et kvalitetsmedie, "der er forpligtet til sandhed, nøjagtighed og ansvarlighed over for offentligheden". Avisen gennem årtier har tjent samfundet ved at levere omfattende nyhedsdækning, der afspejler det politiske landskab, økonomien og folks liv, samtidig med, at davisen konsekvent har stået fast på demokratiet gennem alle tider.